# Frederik I van Brunswijk-Wolfenbüttel
Frederik I van Brunswijk-Wolfenbüttel (circa 1357 - Kleinenglis, 5 juni 1400) was van 1373 tot aan zijn dood hertog van Brunswijk-Wolfenbüttel. Hij behoorde tot het huis Welfen.

## Levensloop
Frederik was de oudste zoon van hertog Magnus II van Brunswijk-Wolfenbüttel en diens echtgenote Catharina, dochter van vorst Bernhard III van Anhalt-Bernburg.
In 1373 volgde hij zijn overleden vader op als hertog van Brunswijk-Wolfenbüttel, maar omdat Frederik toen nog minderjarig was stond hij tot in 1381 onder het regentschap van hertog Otto I van Brunswijk-Göttingen. Net zoals zijn vader was Frederik betrokken bij de Successieoorlog om het hertogdom Brunswijk-Lüneburg, die hij en zijn broers in 1373 probeerden te beëindigen door een verdrag te sluiten met de hertogen van Saksen-Wittenberg uit het huis Ascaniërs. Bij dit verdrag werd bepaald dat Brunswijk-Lüneburg afwisselend door de Ascaniërs en de Welfen bestuurd zou worden. De oorlog bleef echter voortduren totdat Frederik en zijn broers in 1388 de oorlog wonnen door de stad Lüneburg te veroveren. 
In mei 1400 nam Frederik samen met andere vorsten uit het Heilige Roomse Rijk deel aan een conferentie in Frankfurt am Main. Deze conferentie diende om de afzetting van Rooms-Duits koning Wenceslaus te bespreken. Frederik werd bij deze conferentie door enkele vorsten tot tegenkoning verkozen, maar er kon geen consensus gevonden worden en Frederik verliet de vergadering.
Op zijn terugtocht werd Frederik in het dorp Kleinenglis nabij de stad Fritzlar door graaf Hendrik VII van Waldeck-Waldeck en diens mannen, waaronder graven Frederik van Hertingshausen en Koenraad van Falkenberg, aangevallen en vermoord. Mogelijk gebeurde dit omdat ze niet wilden dat Frederik tot Rooms-Duits koning zou verkozen worden. Frederik werd bijgezet in de Dom van Brunswijk.

## Huwelijk en nakomelingen
Frederik huwde in 1386 met Anna (overleden in 1426), dochter van hertog Wenceslaus van Saksen-Wittenberg. Ze kregen twee dochters:
- Catharina (overleden rond 1439), huwde in 1413 met graaf Hendrik XXIV van Schwarzburg-Sondershausen
- Anna (1390-1432), huwde in 1410 met hertog Frederik IV van Oostenrijk

## Voorouders
| Voorouders van Frederik I van Brunswijk-Lüneburg | Voorouders van Frederik I van Brunswijk-Lüneburg                               | Voorouders van Frederik I van Brunswijk-Lüneburg                               | Voorouders van Frederik I van Brunswijk-Lüneburg                               | Voorouders van Frederik I van Brunswijk-Lüneburg                               | Voorouders van Frederik I van Brunswijk-Lüneburg                               | Voorouders van Frederik I van Brunswijk-Lüneburg                               | Voorouders van Frederik I van Brunswijk-Lüneburg                               | Voorouders van Frederik I van Brunswijk-Lüneburg                               |
| ------------------------------------------------ | ------------------------------------------------------------------------------ | ------------------------------------------------------------------------------ | ------------------------------------------------------------------------------ | ------------------------------------------------------------------------------ | ------------------------------------------------------------------------------ | ------------------------------------------------------------------------------ | ------------------------------------------------------------------------------ | ------------------------------------------------------------------------------ |
| Overgrootouders                                  | Albrecht II van Brunswijk (1268-1318) ∞ Rixa van Werle (-1317)                 | Albrecht II van Brunswijk (1268-1318) ∞ Rixa van Werle (-1317)                 | Hendrik I van Brandenburg (1256-1318) ∞ Agnes van Beieren (1276-1345)          | Hendrik I van Brandenburg (1256-1318) ∞ Agnes van Beieren (1276-1345)          | Bernhard II van Anhalt (1260-1323) ∞ Helena van Rügen (1270-1315)              | Bernhard II van Anhalt (1260-1323) ∞ Helena van Rügen (1270-1315)              | Rudolf I van Saksen-Wittenberg (1284-1356) ∞ Jutta van Brandenburg (-1328)     | Rudolf I van Saksen-Wittenberg (1284-1356) ∞ Jutta van Brandenburg (-1328)     |
| Grootouders                                      | Magnus I van Brunswijk (1304-1369) ∞ Sophia van Brandenburg (1300-1356)        | Magnus I van Brunswijk (1304-1369) ∞ Sophia van Brandenburg (1300-1356)        | Magnus I van Brunswijk (1304-1369) ∞ Sophia van Brandenburg (1300-1356)        | Magnus I van Brunswijk (1304-1369) ∞ Sophia van Brandenburg (1300-1356)        | Bernhard III van Anhalt (-1348) ∞ Agnes van Saksen-Wittenberg (-1338))         | Bernhard III van Anhalt (-1348) ∞ Agnes van Saksen-Wittenberg (-1338))         | Bernhard III van Anhalt (-1348) ∞ Agnes van Saksen-Wittenberg (-1338))         | Bernhard III van Anhalt (-1348) ∞ Agnes van Saksen-Wittenberg (-1338))         |
| Ouders                                           | Magnus II van Brunswijk (1328-1373) ∞ Catharina van Anhalt-Bernberg (1330-1390 | Magnus II van Brunswijk (1328-1373) ∞ Catharina van Anhalt-Bernberg (1330-1390 | Magnus II van Brunswijk (1328-1373) ∞ Catharina van Anhalt-Bernberg (1330-1390 | Magnus II van Brunswijk (1328-1373) ∞ Catharina van Anhalt-Bernberg (1330-1390 | Magnus II van Brunswijk (1328-1373) ∞ Catharina van Anhalt-Bernberg (1330-1390 | Magnus II van Brunswijk (1328-1373) ∞ Catharina van Anhalt-Bernberg (1330-1390 | Magnus II van Brunswijk (1328-1373) ∞ Catharina van Anhalt-Bernberg (1330-1390 | Magnus II van Brunswijk (1328-1373) ∞ Catharina van Anhalt-Bernberg (1330-1390 |
| Frederik I van Brunswijk-Lüneburg (1357-1400)    |                                                                                |                                                                                |                                                                                |                                                                                |                                                                                |                                                                                |                                                                                |                                                                                |